# Oesterreichisches Musiklexikon
Le Oesterreichisches Musiklexikon (Dictionnaire de la musique autrichienne) est publié par l'Académie autrichienne des sciences (sections philosophie et histoire).
Il comprend 5 volumes avec près de 2 800 pages et 7 474 entrées sur tous les thèmes actuels et historiques de la musique autrichienne et de la vie musicale. En plus des biographies de compositeurs, librettistes, chefs d'orchestre, instrumentistes, chanteurs, danseurs, chorégraphes, directeurs de théâtre, luthiers, éditeurs de musique, musicologues et critiques de musique, le dictionnaire contient aussi de nombreux articles sur des ensembles, des groupes, des organisations, des instruments, des formes musicales, les coutumes, les danses, les théâtres, les monastères, villes, maisons de disques et éditeurs. Outre la musique « classique », la musique folklorique, la musique de divertissement, le jazz et le rock/pop prennent également beaucoup de place. Non seulement l'Autriche d'aujourd'hui, mais aussi les parties de la monarchie des Habsbourg appartenant à d'autres États sont prises en compte.
Le dictionnaire est édité par le musicologue Rudolf Flotzinger avec quatre membres du personnel permanent de la Commission pour la recherche de musique à l'Académie autrichienne des sciences en collaboration avec de nombreux scientifiques nationaux et étrangers. À partir de 2002, un volume est apparu chaque année. En 2008, une version sur CD-ROM avec environ 21 700 noms, 4 500 lieux et 5 800 mots-clés a été publié.
Une version en ligne offre l'ensemble complet des articles de l'édition imprimée, mais elle est continuellement corrigée et étendue. Le texte des articles est disponible gratuitement depuis 2013, certaines fonctions supplémentaires sont payantes.

## Volumes publiés
Le dictionnaire complet est publié par le Verlag der Österreichischen Akademie der Wissenschaften, Wien 2002–05,  (ISBN 3-7001-3041-4).
- Band 1 (Abbado bis Fux). 2002,  (ISBN 3-7001-3043-0).
- Band 2 (Gaal bis Kluger). 2003,  (ISBN 3-7001-3044-9).
- Band 3 (Kmentt bis Nyzankivskyj). 2004,  (ISBN 3-7001-3045-7).
- Band 4 (Ober bis Schwaz). 2005,  (ISBN 3-7001-3046-5).
- Band 5 (Schwechat bis Zyklus). 2006,  (ISBN 3-7001-3067-8).